# NGC 5087
NGC 5087 (również PGC 46541) – galaktyka soczewkowata (S0 lub SA0), znajdująca się w gwiazdozbiorze Panny. Odkrył ją William Herschel 8 kwietnia 1788 roku. Należy do galaktyk z aktywnym jądrem.